# Niños Héroes, Campeche
Niños Héroes är en ort i Mexiko.   Den ligger i kommunen Calakmul och delstaten Campeche, i den östra delen av landet, 1 000 km öster om huvudstaden Mexico City. Niños Héroes ligger 275 meter över havet och antalet invånare är 223.
Terrängen runt Niños Héroes är platt, och sluttar österut. Runt Niños Héroes är det glesbefolkat, med 11 invånare per kvadratkilometer. Närmaste större samhälle är Ingeniero Ricardo Payro Jene, 18,4 km norr om Niños Héroes. I omgivningarna runt Niños Héroes växer i huvudsak städsegrön lövskog.